# Лукреције
Лукреције (лат. Titus Lucretius Carus; отприлике 94(98)—55. п. н. е.) био је римски филозоф и песник. Према изворима Јеронима Стродонског, Лукреције је полудео од љубавног напитка и извршио самоубиство.
Његово дело Ο суштини (природи) ствари (лат. De rerum natura) представља највеличанственију сачувану латинску дидактичку песму. Иако је то дело остало недовршено, Цицерон га је објавио у том облику. Посвећено је систематском излагању Епикуровог материјализма и религиозности.
У делу се у 6 књига расправља ο учењима материјализма и како да се људи ослободе страха од богова и смрти. Епикур се слави као спаситељ. Међу физичким теоријама налазе се шарене слике из многих области људског живота и одушевљени описи великих дела и достигнућа људског ума. Преношење грчког стручног језика на латинске хексаметре представљало је подвиг који Лукрецију није увек полазио за руком.
Овај темпераментни и учени епикуровац ослања се формално на Енија и даје местимично ванредно живе описе природних појава. Песник је поставио себи задатак да, излажући Епикурову материјалистичку филозофију, ослободи човека верског мрака и страха од богова и смрти. Све су промене у природи, како наш песник јасним и узвишеним стилом доказује, подложне законима који не допуштају никакву интервенцију виших сила. И смрт је, према томе, сасвим природна и законита промена, па је неоправдан сваки страх од смрти и од божјег кажњавања или награђивања.
Овај најузвишенији и најхуманији дидактички еп у светској књижевности пружао је напаћеном и застрашеном човечанству све до у 19. век одлично оружје у борби против верских обмана и предрасуда. Оно је у исти мах најдоследније научно схватање природе и човека, које је одиграло светско-историјску улогу за свих двадесет векова на тај начин што је у савременој песничкој форми сачувало и предало човечанству највише достигнуће грчког научног духа, материјалистичко схватање и објашњење свега живота који се збива у нама и око нас.